# Николо-Залесье
Николо-Залесье — село в Буйском районе Костромской области. Входит в состав Центрального сельского поселения

## География
Находится в северо-западной части Костромской области на расстоянии приблизительно 38 км на север-северо-восток по прямой от города Буй, административного центра района.

## История
В 1820 году здесь была построена каменная Никольская церковь (ныне не действует). В 1872 году здесь (тогда село Никольское или Залесье Солигаличского уезда) было отмечено 26 дворов, в 1907 году — 41.

## Население
Постоянное население составляло 135 человек (1872 год), 226 (1897), 220 (1907), 5 в 2002 году (русские 98 %), 2 в 2022.